# Új-Zéland a 2000. évi nyári olimpiai játékokon
Új-Zéland az ausztráliai Sydneyben megrendezett 2000. évi nyári olimpiai játékok egyik részt vevő nemzete volt. Az országot az olimpián 18 sportágban 147 sportoló képviselte, akik összesen 4 érmet szereztek.

## Érmesek
| Érem  | Versenyző       | Sportág    | Versenyszám           |
| ----- | --------------- | ---------- | --------------------- |
| Arany | Rob Waddell     | Evezés     | Férfi egypárevezős    |
| Bronz | Mark Todd       | Lovaglás   | Egyéni lovastusa      |
| Bronz | Aaron McIntosh  | Vitorlázás | Férfi szörfvitorlázás |
| Bronz | Barbara Kendall | Vitorlázás | Női szörfvitorlázás   |

## Asztalitenisz
Férfi
| Versenyző     | Versenyszám | Selejtező         | Csoportkör                                                                                     | Csoportkör | 32-es főtábla     | Nyolcaddöntő      | Negyeddöntő       | Elődöntő          | Döntő             | Helyezés |
| Versenyző     | Versenyszám | Ellenfél Eredmény | Ellenfél Eredmény                                                                              | Hely.      | Ellenfél Eredmény | Ellenfél Eredmény | Ellenfél Eredmény | Ellenfél Eredmény | Ellenfél Eredmény | Helyezés |
| ------------- | ----------- | ----------------- | ---------------------------------------------------------------------------------------------- | ---------- | ----------------- | ----------------- | ----------------- | ----------------- | ----------------- | -------- |
| Peter Jackson | Egyes       |                   | C csoport · Csetan Babúr (IND) · 23–25, 18–21, 21–23 · Petr Korbel (CZE) · 11–21, 13–21, 15–21 | 3.         | kiesett           | kiesett           | kiesett           | kiesett           | kiesett           | 49.      |

Női
| Versenyző          | Versenyszám | Selejtező         | Csoportkör | Csoportkör | 32-es főtábla                       | Nyolcaddöntő      | Negyeddöntő       | Elődöntő          | Döntő             | Helyezés |
| Versenyző          | Versenyszám | Ellenfél Eredmény | Ellenfél Eredmény | Hely.      | Ellenfél Eredmény                   | Ellenfél Eredmény | Ellenfél Eredmény | Ellenfél Eredmény | Ellenfél Eredmény | Helyezés |
| ------------------ | ----------- | ----------------- | --- | ---------- | ----------------------------------- | ----------------- | ----------------- | ----------------- | ----------------- | -------- |
| Chunli Li          | Egyes       |                   | I csoport · Rūta Garkauskaitė (LTU) · 18–21, 21–17, 21–9, 21–8 · Berta Rodríguez (CHI) · 21–7, 21–4, 21–13                                                      | 1.         | Vang Nan (CHN) · 17–21, 15–21, 9–21 | kiesett           | kiesett           | kiesett           | kiesett           | 17.      |
| Karen Li           | Egyes       |                   | G csoport · Jing Jun Hong (SIN) · 9–21, 13–21, 12–21 · Sofija Tepes (CHI) · 21–12, 21–12, 21–16                                                                 | 2.         | kiesett                             | kiesett           | kiesett           | kiesett           | kiesett           | 33.      |
| Chunli Li Karen Li | Páros       | erőnyerő          | D csoport · Egyesült Államok (USA) · Jasna Fazlić-Reed · Tawny Banh · 21–16, 21–8 · Németország (GER) · Elke Schall-Wosik · Nicole Struse · 16–21, 21–15, 13–21 | 2.         |                                     | kiesett           | kiesett           | kiesett           | kiesett           | 17.      |

## Atlétika
Férfi
| Versenyző     | Versenyszám     | Előfutam | Előfutam | Előfutam | Döntő   | Döntő    |
| Versenyző     | Versenyszám     | Idő      | Hely.    | Össz.    | Idő     | Helyezés |
| ------------- | --------------- | -------- | -------- | -------- | ------- | -------- |
| Michael Aish  | 10 000 m        | 29:31,83 | 17.      | 34.      | kiesett | kiesett  |
| Craig Barrett | 50 km gyaloglás |          |          |          | 3:55:53 | 18.      |

| Versenyző      | Versenyszám   | Selejtező | Selejtező | Döntő    | Döntő    |
| Versenyző      | Versenyszám   | Eredmény  | Helyezés  | Eredmény | Helyezés |
| -------------- | ------------- | --------- | --------- | -------- | -------- |
| Glenn Howard   | Magasugrás    | 215 cm    | 27.*      | kiesett  | kiesett  |
| Ian Winchester | Diszkoszvetés | 58,64 m   | 31.       | kiesett  | kiesett  |

Női
| Versenyző       | Versenyszám | Előfutam | Előfutam | Előfutam | Elődöntő | Elődöntő | Elődöntő | Döntő   | Döntő    |
| Versenyző       | Versenyszám | Idő      | Hely.    | Össz.    | Idő      | Hely.    | Össz.    | Idő     | Helyezés |
| --------------- | ----------- | -------- | -------- | -------- | -------- | -------- | -------- | ------- | -------- |
| Toni Hodgkinson | 800 m       | 1:59,37  | 4.       | 4.       | 1:59,84  | 6.       | 12.      | kiesett | kiesett  |
| Toni Hodgkinson | 1500 m      | 4:12,59  | 9.       | 28.      | kiesett  | kiesett  | kiesett  | kiesett | kiesett  |

| Versenyző         | Versenyszám   | Selejtező | Selejtező | Döntő    | Döntő    |
| Versenyző         | Versenyszám   | Eredmény  | Helyezés  | Eredmény | Helyezés |
| ----------------- | ------------- | --------- | --------- | -------- | -------- |
| Chantal Brunner   | Távolugrás    | 642 cm    | 21.       | kiesett  | kiesett  |
| Beatrice Faumuina | Diszkoszvetés | 61,33 m   | 9.        | 58,69 m  | 12.      |
| Tasha Williams    | Kalapácsvetés | 61,18 m   | 17.       | kiesett  | kiesett  |

* - öt másik versenyzővel azonos eredményt ért el

## Birkózás
Kötöttfogású
| Versenyző     | Versenyszám | Csoportkör                                                                                              | Csoportkör | Negyeddöntő       | Elődöntő          | Bronz- mérkőzés   | Döntő             | Helyezés |
| Versenyző     | Versenyszám | Ellenfél Eredmény                                                                                       | Hely.      | Ellenfél Eredmény | Ellenfél Eredmény | Ellenfél Eredmény | Ellenfél Eredmény | Helyezés |
| ------------- | ----------- | --- | ---------- | ----------------- | ----------------- | ----------------- | ----------------- | -------- |
| Jotham Pellew | 54 kg       | 6. csoport · Lázaro Rivas (CUB) · 0-15 · Natig Eyvazov (AZE) · 0-10 · Ercan Yıldız (TUR) · 0-16         | 4.         | kiesett           | kiesett           | kiesett           | kiesett           | 20.      |
| Rasoul Amani  | 63 kg       | 6. csoport · Beat Motzer (SUI) · 0-11 · Hrihorij Kamisenko (UKR) · 0-10 · Motoki Jaszutosi (JPN) · 0-14 | 4.         | kiesett           | kiesett           | kiesett           | kiesett           | 20.      |

Szabadfogású
| Versenyző     | Versenyszám | Csoportkör                                                              | Csoportkör | Negyeddöntő       | Elődöntő          | Bronz- mérkőzés   | Döntő             | Helyezés |
| Versenyző     | Versenyszám | Ellenfél Eredmény                                                       | Hely.      | Ellenfél Eredmény | Ellenfél Eredmény | Ellenfél Eredmény | Ellenfél Eredmény | Helyezés |
| ------------- | ----------- | ----------------------------------------------------------------------- | ---------- | ----------------- | ----------------- | ----------------- | ----------------- | -------- |
| Martin Liddle | 54 kg       | 5. csoport · Namiq Abdullayev (AZE) · 0-10 · Csin Dzsudong (PRK) · 0-10 | 3.         | kiesett           | kiesett           | kiesett           | kiesett           | 18.      |

## Cselgáncs
Férfi
| Versenyző        | Versenyszám  | Selejtező                               | 32-es főtábla                         | Nyolcaddöntő                   | Negyeddöntő       | Elődöntő          | Vigaszág első kör               | Vigaszág negyeddöntő | Vigaszág elődöntő | Bronz- mérkőzés   | Döntő             | Helyezés    |
| Versenyző        | Versenyszám  | Ellenfél Eredmény                       | Ellenfél Eredmény                     | Ellenfél Eredmény              | Ellenfél Eredmény | Ellenfél Eredmény | Ellenfél Eredmény               | Ellenfél Eredmény    | Ellenfél Eredmény | Ellenfél Eredmény | Ellenfél Eredmény | Helyezés    |
| ---------------- | ------------ | --------------------------------------- | ------------------------------------- | ------------------------------ | ----------------- | ----------------- | ------------------------------- | -------------------- | ----------------- | ----------------- | ----------------- | ----------- |
| Brendon Crooks   | Légsúly      | Elçin Mehdi İsmayılov (AZE) · 0001-1012 | kiesett                               | kiesett                        | kiesett           | kiesett           |                                 |                      |                   |                   |                   | helyezetlen |
| Timothy Slyfield | Váltósúly    | Majemite Omagbaluwaje (NGR) · 1000-0020 | Tölgyesi Krisztián (HUN) · 0010-0011  | kiesett                        | kiesett           | kiesett           |                                 |                      |                   |                   |                   | helyezetlen |
| Daniel Gowing    | Félnehézsúly | erőnyerő                                | Luís Gregorio López (VEN) · 1101-0000 | Inoue Kószei (JPN) · 0000-1000 |                   |                   | Yosvani Kesse (CUB) · 0001-1000 | kiesett              | kiesett           | kiesett           |                   | 13.         |

Női
| Versenyző     | Versenyszám | Selejtező                      | Nyolcaddöntő               | Negyeddöntő       | Elődöntő          | Vigaszág első kör | Vigaszág negyeddöntő               | Vigaszág elődöntő | Bronz- mérkőzés   | Döntő             | Helyezés |
| Versenyző     | Versenyszám | Ellenfél Eredmény              | Ellenfél Eredmény          | Ellenfél Eredmény | Ellenfél Eredmény | Ellenfél Eredmény | Ellenfél Eredmény                  | Ellenfél Eredmény | Ellenfél Eredmény | Ellenfél Eredmény | Helyezés |
| ------------- | ----------- | ------------------------------ | -------------------------- | ----------------- | ----------------- | ----------------- | ---------------------------------- | ----------------- | ----------------- | ----------------- | -------- |
| Fiona Iredale | Nehézsúly   | Estela Riley (PAN) · 1000-0000 | Yuan Hua (CHN) · 0000-1000 |                   |                   |                   | Priscila Marques (BRA) · 0000-0200 | kiesett           | kiesett           |                   | 9.       |

## Evezés
Férfi
| Versenyző                                             | Versenyszám              | Előfutam | Előfutam | Vigaszág | Vigaszág | Elődöntő | Elődöntő | Elődöntő | Döntő | Döntő   | Döntő | Helyezés |
| Versenyző                                             | Versenyszám              | Idő      | Hely.    | Idő      | Hely.    | Típus    | Idő      | Hely.    | Típus | Idő     | Hely. | Helyezés |
| ----------------------------------------------------- | ------------------------ | -------- | -------- | -------- | -------- | -------- | -------- | -------- | ----- | ------- | ----- | -------- |
| Rob Waddell                                           | Egypárevezős             | 6:54,20  | 1.       |          |          | A/B      | 6:58,01  | 1.       | A     | 6:48,90 | 1.    |          |
| Dave Schaper Scott Brownlee Toni Dunlop Rob Hellstrom | Kormányos nélküli négyes | 6:13,60  | 2.       |          |          | A/B      | 6:05,33  | 3.       | A     | 6:09,13 | 6.    | 6.       |

Női
| Versenyző     | Versenyszám  | Előfutam | Előfutam | Vigaszág | Vigaszág | Elődöntő | Elődöntő | Elődöntő | Döntő | Döntő   | Döntő | Helyezés |
| Versenyző     | Versenyszám  | Idő      | Hely.    | Idő      | Hely.    | Típus    | Idő      | Hely.    | Típus | Idő     | Hely. | Helyezés |
| ------------- | ------------ | -------- | -------- | -------- | -------- | -------- | -------- | -------- | ----- | ------- | ----- | -------- |
| Sonia Waddell | Egypárevezős | 7:40,18  | 1.       |          |          | A/B      | 7:35,24  | 3.       | A     | 7:43,71 | 6.    | 6.       |

## Gyeplabda

### Női
| Új-zélandi női gyeplabdacsapat-játékoskeret                                                                               | Új-zélandi női gyeplabdacsapat-játékoskeret                                                                                               |
| --- | --- |
| - Skippy Hamahona - Moira Senior - Kylie Foy - Sandy Bennett - Diana Weavers - Rachel Petrie - Anna Lawrence - Jenny Duck | - Kate Trolove - Michelle Turner - Mandy Smith - Suzie Pearce-Muirhead - Anne-Marie Irving - Helen Clarke - Caryn Paewai - Tina Bell-Kake |

#### Eredmények
Csoportkör
B csoport
| Csapat                        | M | Gy | D | V | G+ | G– | Gk | P |
| ----------------------------- | - | -- | - | - | -- | -- | -- | - |
| Új-Zéland (NZL)               | 4 | 2  | 1 | 1 | 7  | 5  | +2 | 7 |
| Kína (CHN)                    | 4 | 2  | 0 | 2 | 4  | 5  | –1 | 6 |
| Hollandia (NED)               | 4 | 1  | 2 | 1 | 9  | 9  | 0  | 5 |
| Németország (GER)             | 4 | 1  | 2 | 1 | 6  | 6  | 0  | 5 |
| Dél-afrikai Köztársaság (RSA) | 4 | 1  | 1 | 2 | 4  | 5  | –1 | 4 |

| 2000. szeptember 16. 10:30 | Németország (GER) | 1–1   | Új-Zéland (NZL) | Játékvezetők: Michele Arnold (AUS), Gill Clarke (GBR) |
| 2000. szeptember 16. 10:30 | Lätzsch 56'       | (0–0) | Smith 68'       | Játékvezetők: Michele Arnold (AUS), Gill Clarke (GBR) |

| 2000. szeptember 18. 20:30 | Kína (CHN) | 0–2   | Új-Zéland (NZL)             | Játékvezetők: Judith Barnesby (AUS), Michele Arnold (AUS) |
| 2000. szeptember 18. 20:30 |            | (0–1) | Trolove 11' · Bell-Kake 38' | Játékvezetők: Judith Barnesby (AUS), Michele Arnold (AUS) |

| 2000. szeptember 20. 18:30 | Hollandia (NED)                                                           | 4–3   | Új-Zéland (NZL)                | Játékvezetők: Angela Lario (ESP), Gina Spitaleri (ITA) |
| 2000. szeptember 20. 18:30 | van der Vaart 6' · Boomgaardt 18' · van der Wielen 45' · van de Kieft 69' | (2–1) | Lawrence 23', 63' · Senior 58' | Játékvezetők: Angela Lario (ESP), Gina Spitaleri (ITA) |

| 2000. szeptember 21. 18:30 | Új-Zéland (NZL) | 1–0   | Dél-afrikai Köztársaság (RSA) | Játékvezetők: Judith Barnesby (AUS), Lee Mi-Ok (KOR) |
| 2000. szeptember 21. 18:30 | Smith 54'       | (0–0) |                               | Játékvezetők: Judith Barnesby (AUS), Lee Mi-Ok (KOR) |

Középdöntő
| Csapat              | M | Gy | D | V | G+ | G– | Gk  | P  |
| ------------------- | - | -- | - | - | -- | -- | --- | -- |
| Ausztrália (AUS)    | 5 | 4  | 1 | 0 | 17 | 3  | +14 | 13 |
| Argentína (ARG)     | 5 | 3  | 0 | 2 | 13 | 7  | +6  | 9  |
| Hollandia (NED)     | 5 | 2  | 0 | 3 | 8  | 14 | –6  | 6  |
| Spanyolország (ESP) | 5 | 1  | 3 | 1 | 5  | 5  | 0   | 6  |
| Kína (CHN)          | 5 | 1  | 1 | 3 | 4  | 10 | –6  | 4  |
| Új-Zéland (NZL)     | 5 | 1  | 1 | 3 | 8  | 16 | –8  | 4  |

| 2000. szeptember 24. 16:00 | Ausztrália (AUS)             | 3–0   | Új-Zéland (NZL) | State Hockey Centre, Sydney Játékvezetők: Gill Clarke (GBR), Lee Mi-Ok (KOR) |
| 2000. szeptember 24. 16:00 | Hudson 50', 52' · Powell 62' | (0–0) |                 | State Hockey Centre, Sydney Játékvezetők: Gill Clarke (GBR), Lee Mi-Ok (KOR) |

| 2000. szeptember 25. 20:30 | Spanyolország (ESP)     | 2–2   | Új-Zéland (NZL)         | State Hockey Centre, Sydney Játékvezetők: Miriam van Gemert (NED), Gill Clarke (GBR) |
| 2000. szeptember 25. 20:30 | Barrio 13' · Camón 70+' | (1–0) | Smith 46' · Trolove 60' | State Hockey Centre, Sydney Játékvezetők: Miriam van Gemert (NED), Gill Clarke (GBR) |

| 2000. szeptember 27. 16:30 | Argentína (ARG)                                          | 7–1   | Új-Zéland (NZL) | State Hockey Centre, Sydney Játékvezetők: Judith Barnesby (AUS), Kazuko Yasueda (JPN) |
| 2000. szeptember 27. 16:30 | Rognoni 9', 47' · Oneto 12', 40', 42', 49' · Masotta 31' | (3–1) | Bell-Kake 33'   | State Hockey Centre, Sydney Játékvezetők: Judith Barnesby (AUS), Kazuko Yasueda (JPN) |

| Csapat          | Helyezés |
| --------------- | -------- |
| Új-Zéland (NZL) | 6.       |

## Íjászat
Férfi
| Versenyző     | Versenyszám | Selejtező | Selejtező | 64-es főtábla                                | 32-es főtábla     | Nyolcaddöntő      | Negyeddöntő       | Elődöntő          | Döntő             | Helyezés |
| Versenyző     | Versenyszám | Pont      | Kiemelt   | Ellenfél Eredmény                            | Ellenfél Eredmény | Ellenfél Eredmény | Ellenfél Eredmény | Ellenfél Eredmény | Ellenfél Eredmény | Helyezés |
| ------------- | ----------- | --------- | --------- | -------------------------------------------- | ----------------- | ----------------- | ----------------- | ----------------- | ----------------- | -------- |
| Ken Uprichard | Egyéni      | 596       | 56.       | Simon Needham (GBR) (9.) · 155-160           | kiesett           | kiesett           | kiesett           | kiesett           | kiesett           | 48.      |
| Peter Ebden   | Egyéni      | 607       | 48.       | Balzsinyima Cirempilov (RUS) (17.) · 147-168 | kiesett           | kiesett           | kiesett           | kiesett           | kiesett           | 58.      |

## Kerékpározás

### Hegyi-kerékpározás
| Versenyző    | Versenyszám        | Idő                   | Helyezés      |
| ------------ | ------------------ | --------------------- | ------------- |
| Kashi Leuchs | Férfi terepverseny | 2:16:37,57 (+7:35,07) | 17.           |
| Susy Pryde   | Női terepverseny   | nem ért célba         | nem ért célba |

### Országúti kerékpározás
Férfi
| Versenyző     | Versenyszám   | Idő              | Helyezés      |
| ------------- | ------------- | ---------------- | ------------- |
| Chris Jenner  | Mezőnyverseny | 5:30:46 (+1:38)  | 47.           |
| Julian Dean   | Mezőnyverseny | 5:30:46 (+1:38)  | 61.           |
| Scott Guyton  | Mezőnyverseny | 5:43:21 (+14:13) | 85.           |
| Glen Mitchell | Mezőnyverseny | nem ért célba    | nem ért célba |

Női
| Versenyző       | Versenyszám   | Idő             | Helyezés      |
| --------------- | ------------- | --------------- | ------------- |
| Jacinta Coleman | Mezőnyverseny | 3:06:31 (+0:00) | 18.           |
| Roz Reekie-May  | Mezőnyverseny | 3:10:34 (+4:03) | 36.           |
| Susy Pryde      | Mezőnyverseny | nem ért célba   | nem ért célba |

### Pálya-kerékpározás
Sprintversenyek
| Versenyző     | Versenyszám  | Selejtező | Selejtező | 1. forduló                                       | Vigaszág                                                | Vigaszág | 2. forduló           | Vigaszág               | Vigaszág | 9–12. helyért                                                        | 9–12. helyért | Negyeddöntő          | 5–8. helyért           | 5–8. helyért | Elődöntő             | Döntő                | Helyezés |
| Versenyző     | Versenyszám  | Idő       | Hely.     | Ellenfél Győztes idő                             | Ellenfelek Győztes idő                                  | Hely.    | Ellenfél Győztes idő | Ellenfelek Győztes idő | Hely.    | Ellenfelek Győztes idő                                               | Hely.         | Ellenfél Győztes idő | Ellenfelek Győztes idő | Hely.        | Ellenfél Győztes idő | Ellenfél Győztes idő | Helyezés |
| ------------- | ------------ | --------- | --------- | ------------------------------------------------ | ------------------------------------------------------- | -------- | -------------------- | ---------------------- | -------- | -------------------------------------------------------------------- | ------------- | -------------------- | ---------------------- | ------------ | -------------------- | -------------------- | -------- |
| Anthony Peden | Férfi egyéni | 10,649    | 15.       | Jens Fiedler (GER) · verseny nélkül (nem indult) | kiesett                                                 | kiesett  | kiesett              | kiesett                | kiesett  | kiesett                                                              | kiesett       | kiesett              | kiesett                | kiesett      | kiesett              | kiesett              | 15.      |
| Fiona Ramage  | Női egyéni   | 11,803    | 11.       | Okszana Grisina (RUS) · 12,195                   | Tanya Lindenmuth (USA) · Kathrin Freitag (GER) · 12,275 | 3.       |                      |                        |          | Kathrin Freitag (GER) · Mira Kasslin (FIN) · Vang Jen (CHN) · 12,971 | 2.            |                      |                        |              |                      |                      | 10.      |

Üldözőversenyek
| Versenyző                                               | Versenyszám  | Selejtező | Selejtező | Negyeddöntő                                                                                        | Negyeddöntő | Elődöntő                                       | Elődöntő   | Döntő                                            | Döntő     | Döntő    |
| Versenyző                                               | Versenyszám  | Idő       | Hely.     | Ellenfél Idő                                                                                       | Saját idő   | Ellenfél Idő                                   | Saját idő  | Ellenfél Idő                                     | Saját idő | Helyezés |
| ------------------------------------------------------- | ------------ | --------- | --------- | -------------------------------------------------------------------------------------------------- | ----------- | ---------------------------------------------- | ---------- | ------------------------------------------------ | --------- | -------- |
| Gary Anderson                                           | Férfi egyéni | 4:32,304  | 14.       | |             | kiesett                                        | kiesett    | kiesett                                          | kiesett   | kiesett  |
| Tim Carswell Lee Vertongen Gary Anderson Greg Henderson | Férfi csapat | 4:08,463  | 6.        | Franciaország (FRA) · Cyril Bos · Philippe Ermenault · Francis Moreau · Jérôme Neuville · 4:05,224 | 4:06,495    | kiesett                                        | kiesett    | kiesett                                          | kiesett   | kiesett  |
| Sarah Ulmer                                             | Női egyéni   | 3:36,764  | 4.        | |             | Leontien Zijlaard-van Moorsel (NED) · 3:30,816 | lekörözték | Bronzmérkőzés · Yvonne McGregor (GBR) · 3:38,850 | 3:38,930  | 4.       |

Időfutam
| Név          | Versenyszám  | Idő      | Helyezés |
| ------------ | ------------ | -------- | -------- |
| Matt Sinton  | Férfi egyéni | 1:05,706 | 11.      |
| Fiona Ramage | Női egyéni   | 36,536   | 16.      |

Pontversenyek
| Név          | Versenyszám       | Pont | Körhátrány | Helyezés |
| ------------ | ----------------- | ---- | ---------- | -------- |
| Glen Thomson | Férfi pontverseny | 6    | -1         | 7.       |
| Sarah Ulmer  | Női pontverseny   | 9    | 0          | 8.       |

Keirin
| Versenyző     | Versenyszám | 1. forduló | Vigaszág | 2. forduló | Döntő    |
| Versenyző     | Versenyszám | Helyezés   | Helyezés | Helyezés   | Helyezés |
| ------------- | ----------- | ---------- | -------- | ---------- | -------- |
| Anthony Peden | Férfi       | kizárták   | 3.       | kiesett    | kiesett  |
| Matt Sinton   | Férfi       | 5.         | 4.       | kiesett    | kiesett  |

## Kosárlabda

### Férfi
| Új-zélandi férfi kosárlabdacsapat-játékoskeret                                        | Új-zélandi férfi kosárlabdacsapat-játékoskeret                                        |
| ------------------------------------------------------------------------------------- | ------------------------------------------------------------------------------------- |
| - Brad Riley - Kirk Penney - Mark Dickel - Nenad Vucinic - Paul Henare - Pero Cameron | - Peter Pokai - Phil Jones - Ralph Lattimore - Rob Hickey - Sean Marks - Tony Rampton |

#### Eredmények
Csoportkör
A csoport
| Csapat                 | M | Gy | V | P+  | P–  | Pk   | P  |
| ---------------------- | - | -- | - | --- | --- | ---- | -- |
| Egyesült Államok (USA) | 5 | 5  | 0 | 505 | 359 | +146 | 10 |
| Olaszország (ITA)      | 5 | 3  | 2 | 332 | 349 | –17  | 8  |
| Litvánia (LTU)         | 5 | 3  | 2 | 372 | 339 | +33  | 8  |
| Franciaország (FRA)    | 5 | 2  | 3 | 372 | 374 | –2   | 7  |
| Kína (CHN)             | 5 | 2  | 3 | 368 | 419 | –51  | 7  |
| Új-Zéland (NZL)        | 5 | 0  | 5 | 307 | 416 | –109 | 5  |

| 2000. szeptember 17. 9:30 | Franciaország (FRA) | 76–50     | Új-Zéland (NZL) | Nézőszám: 8292 |
| 2000. szeptember 17. 9:30 | (30–23) Jegyzőkönyv |           |                 | Nézőszám: 8292 |
| 2000. szeptember 17. 9:30 | Bonato 16           | Pont      | Marks 12        | Nézőszám: 8292 |
| 2000. szeptember 17. 9:30 | Rigaudeau, Bilba 4  | Lepattanó | Marks 7         | Nézőszám: 8292 |
| 2000. szeptember 17. 9:30 | Sonko, Rigaudeau 5  | Gólpassz  | Cameron 4       | Nézőszám: 8292 |

| 2000. szeptember 19. 11:30 | Új-Zéland (NZL)     | 60–75     | Kína (CHN)            | Nézőszám: 8357 |
| 2000. szeptember 19. 11:30 | (30–40) Jegyzőkönyv |           |                       | Nézőszám: 8357 |
| 2000. szeptember 19. 11:30 | Marks, Dickel 13    | Pont      | Zhizhi Wang 19        | Nézőszám: 8357 |
| 2000. szeptember 19. 11:30 | Marks 9             | Lepattanó | Jao Ming 8            | Nézőszám: 8357 |
| 2000. szeptember 19. 11:30 | Dickel 4            | Gólpassz  | Sun Jun, Hu Weidong 4 | Nézőszám: 8357 |

| 2000. szeptember 21. 9:30 | Olaszország (ITA)   | 78–66     | Új-Zéland (NZL) | Nézőszám: 8446 |
| 2000. szeptember 21. 9:30 | (32–36) Jegyzőkönyv |           |                 | Nézőszám: 8446 |
| 2000. szeptember 21. 9:30 | Myers 20            | Pont      | Cameron 18      | Nézőszám: 8446 |
| 2000. szeptember 21. 9:30 | Myers 6             | Lepattanó | Marks 7         | Nézőszám: 8446 |
| 2000. szeptember 21. 9:30 | Myers 4             | Gólpassz  | Cameron 6       | Nézőszám: 8446 |

| 2000. szeptember 23. 19:30 | Új-Zéland (NZL)     | 56–102    | Egyesült Államok (USA) | Nézőszám: 8392 |
| 2000. szeptember 23. 19:30 | (32–58) Jegyzőkönyv |           |                        | Nézőszám: 8392 |
| 2000. szeptember 23. 19:30 | Marks 10            | Pont      | Carter 18              | Nézőszám: 8392 |
| 2000. szeptember 23. 19:30 | Marks 6             | Lepattanó | Garnett 6              | Nézőszám: 8392 |
| 2000. szeptember 23. 19:30 | Henare 3            | Gólpassz  | Kidd 6                 | Nézőszám: 8392 |

| 2000. szeptember 25. 11:30 | Új-Zéland (NZL)     | 75–85     | Litvánia (LTU) | Nézőszám: 8435 |
| 2000. szeptember 25. 11:30 | (33–36) Jegyzőkönyv |           |                | Nézőszám: 8435 |
| 2000. szeptember 25. 11:30 | Marks 21            | Pont      | Adomaitis 20   | Nézőszám: 8435 |
| 2000. szeptember 25. 11:30 | Cameron 6           | Lepattanó | Songaila 7     | Nézőszám: 8435 |
| 2000. szeptember 25. 11:30 | Cameron 4           | Gólpassz  | Maskoliūnas 7  | Nézőszám: 8435 |

A 11. helyért
| 2000. szeptember 26. 14:30 | Új-Zéland (NZL)     | 70–60     | Angola (ANG) | Nézőszám: 8395 |
| 2000. szeptember 26. 14:30 | (37–26) Jegyzőkönyv |           |              | Nézőszám: 8395 |
| 2000. szeptember 26. 14:30 | Penney 17           | Pont      | Almeida 19   | Nézőszám: 8395 |
| 2000. szeptember 26. 14:30 | Marks 11            | Lepattanó | Dias 5       | Nézőszám: 8395 |
| 2000. szeptember 26. 14:30 | Jones 3             | Gólpassz  | Lutonda 3    | Nézőszám: 8395 |

| Csapat          | Helyezés |
| --------------- | -------- |
| Új-Zéland (NZL) | 11.      |

### Női
| Új-zélandi női kosárlabdacsapat-játékoskeret                                                    | Új-zélandi női kosárlabdacsapat-játékoskeret                                                   |
| ----------------------------------------------------------------------------------------------- | ---------------------------------------------------------------------------------------------- |
| - Belinda Colling - Dianne L’Ami - Donna Loffhagen - Gina Farmer - Julie Ofsoski - Kirstin Daly | - Leanne Walker - Leone Patterson - Megan Compain - Rebecca Cotton - Sally Farmer - Tania Tupu |

#### Eredmények
Csoportkör
B csoport
| Csapat                 | M | Gy | V | P+  | P–  | Pk   | P  |
| ---------------------- | - | -- | - | --- | --- | ---- | -- |
| Egyesült Államok (USA) | 5 | 5  | 0 | 436 | 312 | +124 | 10 |
| Oroszország (RUS)      | 5 | 3  | 2 | 398 | 325 | +73  | 8  |
| Dél-Korea (KOR)        | 5 | 3  | 2 | 382 | 357 | +25  | 8  |
| Lengyelország (POL)    | 5 | 3  | 2 | 327 | 339 | –12  | 8  |
| Kuba (CUB)             | 5 | 1  | 4 | 318 | 358 | –40  | 6  |
| Új-Zéland (NZL)        | 4 | 0  | 4 | 265 | 435 | –170 | 4  |

| 2000. szeptember 16. 9:30 | Lengyelország (POL) | 75–52     | Új-Zéland (NZL)        | Nézőszám: 5330 |
| 2000. szeptember 16. 9:30 | (43–23) Jegyzőkönyv |           |                        | Nézőszám: 5330 |
| 2000. szeptember 16. 9:30 | M. Dydek 20         | Pont      | Ofsoski 13             | Nézőszám: 5330 |
| 2000. szeptember 16. 9:30 | M. Dydek 12         | Lepattanó | G. Farmer, Loffhagen 6 | Nézőszám: 5330 |
| 2000. szeptember 16. 9:30 | Predehl, Wlaźlak 2  | Gólpassz  | G. Farmer, Walker 2    | Nézőszám: 5330 |

| 2000. szeptember 18. 14:30 | Új-Zéland (NZL)     | 62–101    | Dél-Korea (KOR)          | Nézőszám: 7298 |
| 2000. szeptember 18. 14:30 | (25–48) Jegyzőkönyv |           |                          | Nézőszám: 7298 |
| 2000. szeptember 18. 14:30 | Farmer 20           | Pont      | Csong Unszun 16          | Nézőszám: 7298 |
| 2000. szeptember 18. 14:30 | Tupu 9              | Lepattanó | Jang Dzsongok 9          | Nézőszám: 7298 |
| 2000. szeptember 18. 14:30 | Farmer 3            | Gólpassz  | Cson Dzsuvon, I Miszon 5 | Nézőszám: 7298 |

| 2000. szeptember 20. 9:30 | Kuba (CUB)          | 74–55     | Új-Zéland (NZL) | Nézőszám: 5452 |
| 2000. szeptember 20. 9:30 | (45–29) Jegyzőkönyv |           |                 | Nézőszám: 5452 |
| 2000. szeptember 20. 9:30 | Martínez, Seino 12  | Pont      | G. Farmer 15    | Nézőszám: 5452 |
| 2000. szeptember 20. 9:30 | Víctores, Seino 5   | Lepattanó | Cotton 6        | Nézőszám: 5452 |
| 2000. szeptember 20. 9:30 | Martínez, Seino 3   | Gólpassz  | Tupu 3          | Nézőszám: 5452 |

| 2000. szeptember 22. 16:30 | Új-Zéland (NZL)     | 42–93     | Egyesült Államok (USA)      | Nézőszám: 8297 |
| 2000. szeptember 22. 16:30 | (17–47) Jegyzőkönyv |           |                             | Nézőszám: 8297 |
| 2000. szeptember 22. 16:30 | G. Farmer 9         | Pont      | Smith 14                    | Nézőszám: 8297 |
| 2000. szeptember 22. 16:30 | Ofsoski 6           | Lepattanó | Williams 7                  | Nézőszám: 8297 |
| 2000. szeptember 22. 16:30 | G. Farmer 3         | Gólpassz  | Edwards, Bolton-Holifield 6 | Nézőszám: 8297 |

| 2000. szeptember 24. 11:30 | Új-Zéland (NZL)     | 54–92     | Oroszország (RUS) | Nézőszám: 8308 |
| 2000. szeptember 24. 11:30 | (28–41) Jegyzőkönyv |           |                   | Nézőszám: 8308 |
| 2000. szeptember 24. 11:30 | Ofsoski 11          | Pont      | Rutkovszkaja 19   | Nézőszám: 8308 |
| 2000. szeptember 24. 11:30 | Ofsoski 5           | Lepattanó | Hudasova 9        | Nézőszám: 8308 |
| 2000. szeptember 24. 11:30 | három játékos 2     | Gólpassz  | Abroszimova 5     | Nézőszám: 8308 |

A 11. helyért
| 2000. szeptember 26. 9:30 | Szenegál (SEN)      | 69–72     | Új-Zéland (NZL) | Nézőszám: 8320 |
| 2000. szeptember 26. 9:30 | (39–40) Jegyzőkönyv |           |                 | Nézőszám: 8320 |
| 2000. szeptember 26. 9:30 | Diakhaté 18         | Pont      | Tupu 17         | Nézőszám: 8320 |
| 2000. szeptember 26. 9:30 | Fall 9              | Lepattanó | Ofsoski 7       | Nézőszám: 8320 |
| 2000. szeptember 26. 9:30 | A. N’Diaye 3        | Gólpassz  | Daly 4          | Nézőszám: 8320 |

| Csapat          | Helyezés |
| --------------- | -------- |
| Új-Zéland (NZL) | 11.      |

## Lovaglás
Díjlovaglás
| Versenyző      | Ló      | Versenyszám | 1. kör | 1. kör | 2. kör | 2. kör | 3. kör  | 3. kör  | Végeredmény | Végeredmény |
| Versenyző      | Ló      | Versenyszám | Pont   | Hely.  | Pont   | Hely.  | Pont    | Hely.   | Pont        | Helyezés    |
| -------------- | ------- | ----------- | ------ | ------ | ------ | ------ | ------- | ------- | ----------- | ----------- |
| Kallista Field | Waikare | Egyéni      | 66,44  | 21.    | 68,04  | 18.    | kiesett | kiesett | 134,48      | 18.         |

Díjugratás
| Versenyző       | Ló      | Versenyszám | Selejtező | Selejtező | Selejtező | Selejtező | Selejtező | Selejtező | Selejtező | Selejtező | Döntő   | Döntő   | Döntő   | Döntő   | Végeredmény | Végeredmény |
| Versenyző       | Ló      | Versenyszám | 1. kör    | 1. kör    | 2. kör    | 2. kör    | 2. kör    | 3. kör    | 3. kör    | 3. kör    | 1. kör  | 1. kör  | 2. kör  | 2. kör  | Végeredmény | Végeredmény |
| Versenyző       | Ló      | Versenyszám | Bünt.     | Hely.     | Bünt.     | Össz.     | Hely.     | Bünt.     | Össz.     | Hely.     | Bünt.   | Hely.   | Bünt.   | Hely.   | Bünt.       | Helyezés    |
| --------------- | ------- | ----------- | --------- | --------- | --------- | --------- | --------- | --------- | --------- | --------- | ------- | ------- | ------- | ------- | ----------- | ----------- |
| Bruce Goodin    | Lenaro  | Egyéni      | 0,50      | 1.        | 8,00      | 8,50      | 7.        | 12,00     | 20,50     | 20.       | 16,00   | 33.     | kiesett | kiesett | kiesett     | kiesett     |
| Peter Breakwell | Leonson | Egyéni      | 20,75     | 59.       | 12,00     | 32,75     | 59.       | 16,00     | 48,75     | 55.       | kiesett | kiesett | kiesett | kiesett | kiesett     | kiesett     |

Lovastusa
| Versenyző                                         | Ló           | Versenyszám | Díjlovaglás | Díjlovaglás | Tereplovaglás | Tereplovaglás | Tereplovaglás | Díjugratás | Díjugratás | Végeredmény | Végeredmény |
| Versenyző                                         | Ló           | Versenyszám | Bünt.       | Hely.       | Bünt.         | Hely.         | Össz.         | Bünt.      | Hely.      | Bünt.       | Helyezés    |
| ------------------------------------------------- | ------------ | ----------- | ----------- | ----------- | ------------- | ------------- | ------------- | ---------- | ---------- | ----------- | ----------- |
| Mark Todd                                         | Eye Spy II   | Egyéni      | 39,00       | 4.          | 0,00          | 39,00         | 3.            | 3,00       | 6.         | 42,00       |             |
| Blyth Tait                                        | Welton Envoy | Egyéni      | 40,80       | 7.          | nem ért célba | nem ért célba | nem ért célba | kiesett    | kiesett    | kiesett     | kiesett     |
| Mark Todd Paul O’Brien Blyth Tait Vaughn Jefferis | lásd fentebb | Csapat      | 143,60      | 5.          | 0,00          | 151,20        | 3.            | nem indult | nem indult | 2065,60     | 8.          |

## Ökölvívás
| Versenyző      | Versenyszám     | Selejtező         | Nyolcaddöntő                  | Negyeddöntő       | Elődöntő          | Döntő             | Helyezés |
| Versenyző      | Versenyszám     | Ellenfél Eredmény | Ellenfél Eredmény             | Ellenfél Eredmény | Ellenfél Eredmény | Ellenfél Eredmény | Helyezés |
| -------------- | --------------- | ----------------- | ----------------------------- | ----------------- | ----------------- | ----------------- | -------- |
| Angus Shelford | Szupernehézsúly |                   | Olekszij Mazikin (UKR) · 5-19 | kiesett           | kiesett           | kiesett           | 9.       |

## Softball
| Új-zélandi női softballcsapat-játékoskeret                                                                        | Új-zélandi női softballcsapat-játékoskeret                                                              |
| --- | --- |
| - Char Pouaka - Cindy Potae - Fiona Timu - Gina Weber - Helen Townsend - Jackie Smith - Jaye Bailey - Kim Dermott | - Kiri Shaw - Lisa Kersten - Melanie Hulme - Melisa Upu - Rhonda Hira - Ruta Lealamanua - Zavana Aranga |

### Eredmények
Csoportkör
| Csapat           | M | Gy | V | P+ | P– | Pk  |
| ---------------- | - | -- | - | -- | -- | --- |
| Japán            | 7 | 7  | 0 | 18 | 7  | +11 |
| Ausztrália       | 7 | 6  | 1 | 22 | 5  | +17 |
| Kína             | 7 | 5  | 2 | 26 | 4  | +22 |
| Egyesült Államok | 7 | 4  | 3 | 19 | 6  | +13 |
| Olaszország      | 7 | 2  | 5 | 3  | 27 | –24 |
| Új-Zéland        | 7 | 2  | 5 | 12 | 22 | –10 |
| Kuba             | 7 | 1  | 6 | 6  | 30 | –24 |
| Kanada           | 7 | 1  | 6 | 13 | 18 | –5  |

| 2000. szeptember 17. 20:00 |  | Új-Zéland (NZL) | 2–3 | Ausztrália |  |  |
| 2000. szeptember 17. 20:00 |  |                 |     |            |  |  |

| 2000. szeptember 18. 17:30 |  | Új-Zéland (NZL) | 3–2 | Kanada |  |  |
| 2000. szeptember 18. 17:30 |  |                 |     |        |  |  |

| 2000. szeptember 19. 17:30 |  | Új-Zéland (NZL) | 0–10 | Kína |  |  |
| 2000. szeptember 19. 17:30 |  |                 |      |      |  |  |

| 2000. szeptember 20. 10:30 |  | Új-Zéland (NZL) | 6–2 | Kuba |  |  |
| 2000. szeptember 20. 10:30 |  |                 |     |      |  |  |

| 2000. szeptember 21. 10:30 |  | Új-Zéland (NZL) | 0–1 | Olaszország |  |  |
| 2000. szeptember 21. 10:30 |  |                 |     |             |  |  |

| 2000. szeptember 22. 10:30 |  | Egyesült Államok (USA) | 2–0 | Új-Zéland |  |  |
| 2000. szeptember 22. 10:30 |  |                        |     |           |  |  |

| 2000. szeptember 23. 17:30 |  | Új-Zéland (NZL) | 1–2 | Japán |  |  |
| 2000. szeptember 23. 17:30 |  |                 |     |       |  |  |

| Csapat    | Helyezés |
| --------- | -------- |
| Új-Zéland | 6.       |

## Sportlövészet
Férfi
| Versenyző      | Versenyszám | Selejtező | Selejtező | Döntő   | Döntő    |
| Versenyző      | Versenyszám | Pont      | Helyezés  | Pont    | Helyezés |
| -------------- | ----------- | --------- | --------- | ------- | -------- |
| Brant Woodward | Trap        | 105       | 37.       | kiesett | kiesett  |
| Victor Shaw    | Trap        | 102       | 38.       | kiesett | kiesett  |
| Des Coe        | Dupla trap  | 118       | 25.       | kiesett | kiesett  |
| Geoff Jukes    | Skeet       | 120       | 19.***    | kiesett | kiesett  |
| Brian Thomson  | Skeet       | 111       | 47.*      | kiesett | kiesett  |

Női
| Versenyző      | Versenyszám   | Selejtező | Selejtező | Döntő   | Döntő    |
| Versenyző      | Versenyszám   | Pont      | Helyezés  | Pont    | Helyezés |
| -------------- | ------------- | --------- | --------- | ------- | -------- |
| Tania Corrigan | Légpisztoly   | 366       | 39.**     | kiesett | kiesett  |
| Tania Corrigan | Sportpisztoly | 563       | 37.*      | kiesett | kiesett  |
| Teresa Borrell | Trap          | 58        | 15.       | kiesett | kiesett  |

* - egy másik versenyzővel azonos eredményt ért el

** - két másik versenyzővel azonos eredményt ért el

## Súlyemelés
Férfi
| Versenyző   | Versenyszám | Szakítás | Szakítás | Lökés    | Lökés    | Összesen | Helyezés |
| Versenyző   | Versenyszám | Eredmény | Helyezés | Eredmény | Helyezés | Összesen | Helyezés |
| ----------- | ----------- | -------- | -------- | -------- | -------- | -------- | -------- |
| Nigel Avery | +105 kg     | 172,5    | 17.      | 210,0    | 17.      | 382,5    | 17.      |

Női
| Versenyző    | Versenyszám | Szakítás | Szakítás | Lökés    | Lökés    | Összesen | Helyezés |
| Versenyző    | Versenyszám | Eredmény | Helyezés | Eredmény | Helyezés | Összesen | Helyezés |
| ------------ | ----------- | -------- | -------- | -------- | -------- | -------- | -------- |
| Olivia Baker | +75 kg      | 105,0    | 10.      | 130,0    | 8.       | 235,0    | 8.       |

## Torna
Férfi
| Versenyző      | Versenyszám      | Selejtező | Selejtező | Döntő    | Döntő    |
| Versenyző      | Versenyszám      | Pontszám  | Helyezés  | Pontszám | Helyezés |
| -------------- | ---------------- | --------- | --------- | -------- | -------- |
| David Phillips | Talaj            | 8,650     | 63.       | kiesett  | kiesett  |
| David Phillips | Ugrás            | 9,087     | 65.       | kiesett  | kiesett  |
| David Phillips | Korlát           | 8,450     | 77.       | kiesett  | kiesett  |
| David Phillips | Nyújtó           | 8,587     | 75.       | kiesett  | kiesett  |
| David Phillips | Gyűrű            | 7,962     | 77.       | kiesett  | kiesett  |
| David Phillips | Lólengés         | 6,725     | 80.       | kiesett  | kiesett  |
| David Phillips | Egyéni összetett | 49,461    | 52.       | kiesett  | kiesett  |

Női
| Versenyző       | Versenyszám      | Selejtező | Selejtező | Döntő    | Döntő    |
| Versenyző       | Versenyszám      | Pontszám  | Helyezés  | Pontszám | Helyezés |
| --------------- | ---------------- | --------- | --------- | -------- | -------- |
| Laura Robertson | Talaj            | 9,012     | 57.       | kiesett  | kiesett  |
| Laura Robertson | Ugrás            | 8,899     | 72.       | kiesett  | kiesett  |
| Laura Robertson | Felemás korlát   | 8,600     | 77.       | kiesett  | kiesett  |
| Laura Robertson | Gerenda          | 8,837     | 68.       | kiesett  | kiesett  |
| Laura Robertson | Egyéni összetett | 35,348    | 56.       | kiesett  | kiesett  |

## Triatlon
| Versenyző         | Versenyszám | 1,5 km úszás | Depózás 1 | 40 km kerékpározás | Depózás 2 | 10 km futás | Összesítés | Összesítés |
| Versenyző         | Versenyszám | Idő          | Idő       | Idő                | Idő       | Idő         | Idő        | Helyezés   |
| ----------------- | ----------- | ------------ | --------- | ------------------ | --------- | ----------- | ---------- | ---------- |
| Craig Watson      | Férfi       | 17:41,99     | 23,10     | 58:58,40           | 20,10     | 32:38,26    | 1:50:01,85 | 16.        |
| Hamish Carter     | Férfi       | 17:24,19     | 24,00     | 59:16,30           | 20,80     | 33:31,88    | 1:50:57,17 | 26.        |
| Ben Bright        | Férfi       | 17:51,60     | 23,39     | 58:49,90           | 21,90     | 34:50,47    | 1:52:17,26 | 38.        |
| Evelyn Williamson | Női         | 20:01,88     | 26,20     | 1:06:38,40         | 23,40     | 38:08,42    | 2:05:38,30 | 22.        |

## Úszás
Férfi
| Versenyző            | Versenyszám  | Előfutam | Előfutam | Előfutam | Elődöntő | Elődöntő | Elődöntő | Döntő   | Döntő    |
| Versenyző            | Versenyszám  | Idő      | Hely.    | Össz.    | Idő      | Hely.    | Össz.    | Idő     | Helyezés |
| -------------------- | ------------ | -------- | -------- | -------- | -------- | -------- | -------- | ------- | -------- |
| Jonathan Duncan      | 200 m gyors  | 1:53,27  | 4.       | 32.      | kiesett  | kiesett  | kiesett  | kiesett | kiesett  |
| Jonathan Duncan      | 400 m gyors  | 3:58,52  | 5.       | 29.      |          |          |          | kiesett | kiesett  |
| Jonathan Duncan      | 1500 m gyors | 16:03,41 | 4.       | 37.      |          |          |          | kiesett | kiesett  |
| Scott Talbot-Cameron | 100 m hát    | 57,86    | 5.       | 37.      | kiesett  | kiesett  | kiesett  | kiesett | kiesett  |
| Scott Talbot-Cameron | 200 m hát    | 2:01,53  | 2.       | 22.      | kiesett  | kiesett  | kiesett  | kiesett | kiesett  |
| Steven Ferguson      | 100 m mell   | 1:03,06  | 5.       | 27.      | kiesett  | kiesett  | kiesett  | kiesett | kiesett  |
| Steven Ferguson      | 200 m mell   | 2:19,31  | 6.       | 31.      | kiesett  | kiesett  | kiesett  | kiesett | kiesett  |
| Dean Kent            | 200 m vegyes | 2:04,07  | 1.       | 23.      | kiesett  | kiesett  | kiesett  | kiesett | kiesett  |
| Dean Kent            | 400 m vegyes | 4:21,81  | 6.       | 16.      |          |          |          | kiesett | kiesett  |

Női
| Versenyző           | Versenyszám    | Előfutam | Előfutam | Előfutam | Elődöntő | Elődöntő | Elődöntő | Döntő   | Döntő    |
| Versenyző           | Versenyszám    | Idő      | Hely.    | Össz.    | Idő      | Hely.    | Össz.    | Idő     | Helyezés |
| ------------------- | -------------- | -------- | -------- | -------- | -------- | -------- | -------- | ------- | -------- |
| Vivienne Rignall    | 50 m gyors     | 25,52    | 4.*      | 7.*      | 25,61    | 5.*      | 9.*      | kiesett | kiesett  |
| Monique Robins      | 100 m gyors    | 57,85    | 6.       | 33.      | kiesett  | kiesett  | kiesett  | kiesett | kiesett  |
| Monique Robins      | 100 m hát      | 1:04,52  | 3.       | 26.      | kiesett  | kiesett  | kiesett  | kiesett | kiesett  |
| Helen Norfolk       | 200 m hát      | 2:16,22  | 7.       | 20.      | kiesett  | kiesett  | kiesett  | kiesett | kiesett  |
| Helen Norfolk       | 200 m vegyes   | 2:18,90  | 6.       | 20.      | kiesett  | kiesett  | kiesett  | kiesett | kiesett  |
| Helen Norfolk       | 400 m vegyes   | 4:46,42  | 6.       | 13.      |          |          |          | kiesett | kiesett  |
| Elizabeth van Welie | 200 m pillangó | 2:11,62  | 5.       | 16.      | 2:11,68  | 7.       | 15.      | kiesett | kiesett  |

* - egy másik versenyzővel azonos eredményt ért el

## Vitorlázás
Férfi
| Versenyző                  | Versenyszám     | Futam | Futam  | Futam | Futam | Futam | Futam | Futam  | Futam | Futam | Futam | Futam | Pontszám | Helyezés |
| Versenyző                  | Versenyszám     | 1     | 2      | 3     | 4     | 5     | 6     | 7      | 8     | 9     | 10    | 11    | Pontszám | Helyezés |
| -------------------------- | --------------- | ----- | ------ | ----- | ----- | ----- | ----- | ------ | ----- | ----- | ----- | ----- | -------- | -------- |
| Aaron McIntosh             | Szörfvitorlázás | (37*) | 9      | 4     | 10    | 9     | 3     | 1      | 5     | (12)  | 3     | 4     | 48,0     |          |
| Clifton Webb               | Finn dingi      | 15    | 9      | 15    | 10    | 12    | 11    | 16     | 5     | 16    | (18)  | (26*) | 109,0    | 16.      |
| Simon Cooke Peter Nicholas | 470-es osztály  | 6,0   | (15,0) | 9,0   | 12,0  | 10,0  | 12,0  | (15,0) | 3,0   | 3,0   | 13,0  | 8,0   | 76,0     | 7.       |

Női
| Versenyző                   | Versenyszám     | Futam | Futam | Futam | Futam | Futam | Futam | Futam | Futam  | Futam  | Futam | Futam | Pontszám | Helyezés |
| Versenyző                   | Versenyszám     | 1     | 2     | 3     | 4     | 5     | 6     | 7     | 8      | 9      | 10    | 11    | Pontszám | Helyezés |
| --------------------------- | --------------- | ----- | ----- | ----- | ----- | ----- | ----- | ----- | ------ | ------ | ----- | ----- | -------- | -------- |
| Barbara Kendall             | Szörfvitorlázás | 2     | 3     | 2     | 3     | (7)   | 1     | 3     | 1      | (5)    | 1     | 3     | 19,0     |          |
| Sarah Macky                 | Europe          | 12    | 1     | 14    | (16)  | 12    | 11    | 5     | (15)   | 6      | 3     | (15)  | 79,0     | 9.       |
| Melinda Henshaw Jenny Egnot | 470-es osztály  | 13,0  | 3,0   | 6,0   | 1,0   | 7,0   | 10,0  | 6,0   | (19,0) | (20,0) | 16,0  | 10,0  | 72,0     | 11.      |

Nyílt
| Versenyző                    | Versenyszám        | Futam  | Futam | Futam | Futam  | Futam | Futam | Futam | Futam | Futam  | Futam  | Futam | Futam | Futam | Futam | Futam | Futam | Pontszám | Helyezés |
| Versenyző                    | Versenyszám        | 1      | 2     | 3     | 4      | 5     | 6     | 7     | 8     | 9      | 10     | 11    | 12    | 13    | 14    | 15    | 16    | Pontszám | Helyezés |
| ---------------------------- | ------------------ | ------ | ----- | ----- | ------ | ----- | ----- | ----- | ----- | ------ | ------ | ----- | ----- | ----- | ----- | ----- | ----- | -------- | -------- |
| Peter Fox                    | Laser              | 14     | 19    | 13    | (44*)  | 22    | 20    | 7     | 18    | 23     | 8      | (24)  |       |       |       |       |       | 144,0    | 21.      |
| Gavin Brady Jamie Gale       | Csillaghajó        | (16,0) | 1,0   | 5,0   | 9,0    | 5,0   | 15,0  | 6,0   | 5,0   | 2,0    | (16,0) | 9,0   |       |       |       |       |       | 57,0     | 9.       |
| Daniel Slater Nathan Handley | Könnyű 49-es dingi | (14)   | 9     | (18)  | 5      | 12    | 7     | 5     | 12    | 4      | 2      | 3     | 8     | 2     | 7     | 13    | 10    | 99,0     | 8.       |
| Chris Dickson Glen Sowry     | Tornádó            | 5,0    | 2,0   | 7,0   | (15,0) | 10,0  | 1,0   | 5,0   | 7,0   | (12,0) | 3,0    | 6,0   |       |       |       |       |       | 46,0     | 5.       |

* - kizárták (korai rajt)
| Versenyző                      | Versenyszám | Futam | Futam | Futam | Futam | Futam | Futam | Futam | Futam | 1. forduló | 1. forduló | 2. forduló | 2. forduló | Negyeddöntő | Negyeddöntő | Elődöntő | Elődöntő | Döntő   | Helyezés |
| Versenyző                      | Versenyszám | 1     | 2     | 3     | 4     | 5     | 6     | Pont  | Hely. | Gy–V       | Hely.      | Gy–V       | Hely.      | Gy–V        | Hely.       | Gy–V     | Hely.    | Gy–V    | Helyezés |
| ------------------------------ | ----------- | ----- | ----- | ----- | ----- | ----- | ----- | ----- | ----- | ---------- | ---------- | ---------- | ---------- | ----------- | ----------- | -------- | -------- | ------- | -------- |
| Rod Davis Don Cowie Alan Smith | Soling      | 3     | 3     | (10)  | 2     | 7     | 3     | 18    | 2.    | erőnyerő   | erőnyerő   | erőnyerő   | erőnyerő   | 2–3         | 5.          | kiesett  | kiesett  | kiesett | 5.       |